# Chrissy Metz

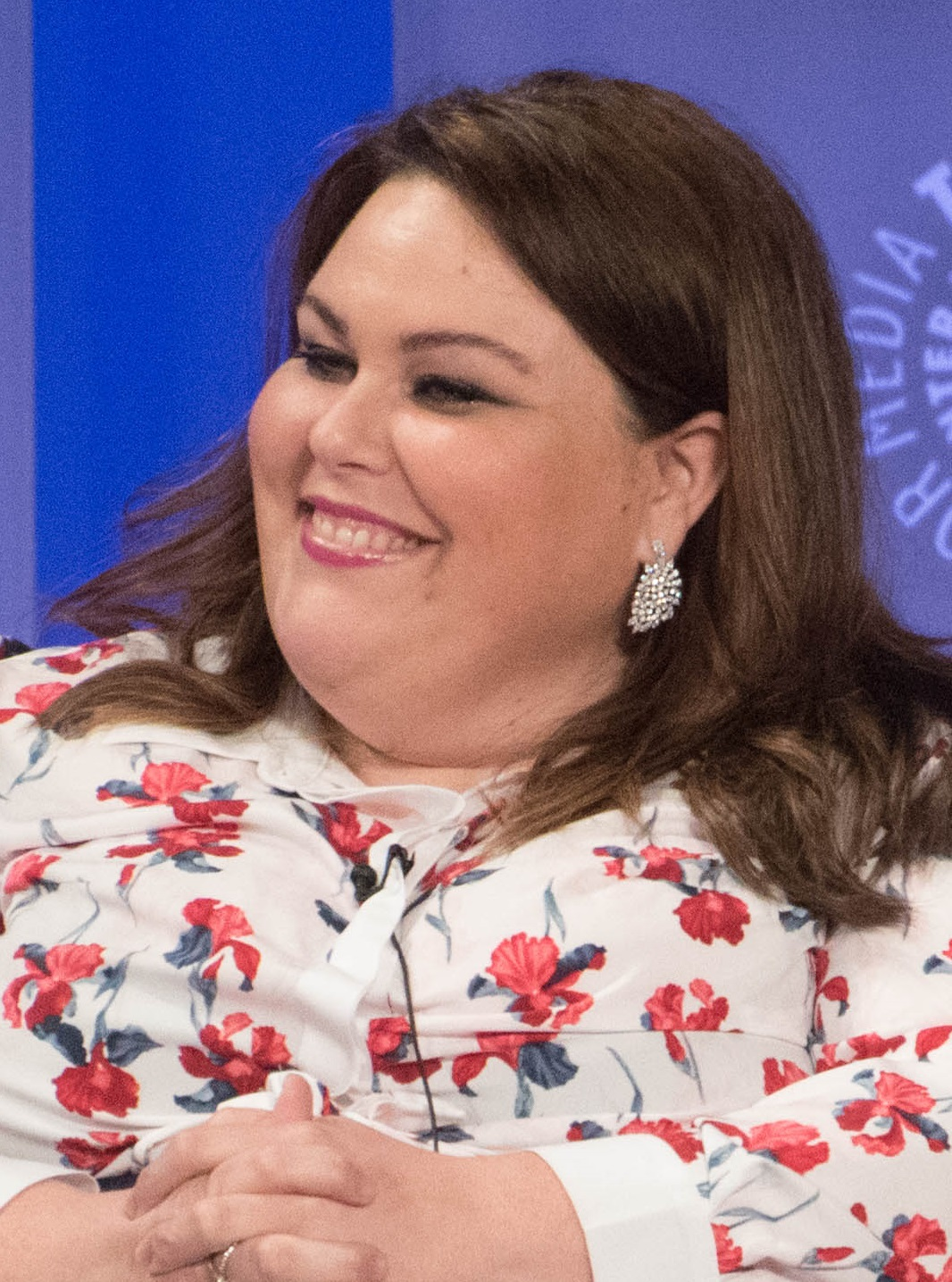
Chrissy Metz (2017)

Christine Michelle „Chrissy“ Metz (* 29. September 1980 in den USA) ist eine US-amerikanische Schauspielerin, die durch ihre Rollen in den Serien American Horror Story und This Is Us – Das ist Leben bekannt geworden ist.

## Leben
Chrissy Metz wuchs in Homestead, Florida auf. Ihr Vater diente in der US Navy, weshalb sie einen Teil ihrer Kindheit in Japan verbrachte, bevor sie sich schließlich in  Gainesville niederließen. Von 2008 bis 2015 war sie mit dem britischen Journalisten Martyn Eaden verheiratet.

## Karriere
Seit 2005 arbeitet sie als Schauspielerin. Nach einigen Gastauftritten, etwa in All of Us und My Name Is Earl, wurde sie vor allem durch die Rolle der Ima Wiggles in American Horror Story bekannt, die sie von 2014 bis 2015 spielte.
Von 2016 bis 2022 verkörperte sie die Kate Pearson in der Dramaserie This Is Us – Das ist Leben. Für ihre Darstellung in der ersten Staffel wurde sie u. a. für einen Golden Globe Award und einen Emmy nominiert.

## Filmografie (Auswahl)
- 2005: Entourage (Fernsehserie, Episode 2x07)
- 2005: All of Us (Fernsehserie, Episode 3x02)
- 2007: Loveless in Los Angeles
- 2008: News Movie (The Onion Movie)
- 2008: My Name Is Earl (Fernsehserie, Episode 4x06)
- 2010: Huge (Fernsehserie, Episode 1x04)
- 2014–2015: American Horror Story (Fernsehserie, 5 Episoden)
- 2016–2022: This Is Us – Das ist Leben (This Is Us, Fernsehserie)
- 2018: Sierra Burgess Is a Loser
- 2018–2019: Kung Fu Panda: Die Tatzen des Schicksals (Kung Fu Panda: The Paws of Destiny, Fernsehserie, Stimme)
- 2019: Breakthrough
- 2019: Superstore (Fernsehserie, Episode 4x20)
- 2021, 2024: The Masked Singer (Fernsehsendung, Gastjurorin Episode 5x8; Teilnehmerin Staffel 11, Vierter Platz)
- 2022: Stay Awake

## Auszeichnungen und Nominierungen
Primetime Emmy Award
- 2017: Nominierung als Beste Nebendarstellerin in einer Dramaserie für This Is Us – Das ist Leben

Golden Globe Award
- 2017: Nominierung als Beste Nebendarstellerin – Serie, Mini-Serie oder TV-Film für This Is Us – Das ist Leben
- 2018: Nominierung als Beste Nebendarstellerin – Serie, Mini-Serie oder TV-Film für This Is Us – Das ist Leben

Screen Actors Guild Award
- 2018: Auszeichnung als Bestes Schauspielensemble in einer Dramaserie für This Is Us – Das ist Leben

Critics’ Choice Television Award
- 2018: Nominierung als Beste Nebendarstellerin in einer Dramaserie für This Is Us – Das ist Leben